# (400148) 2006 UT288
(400148) 2006 UT288 es un asteroide perteneciente al cinturón de asteroides, descubierto el 30 de octubre de 2006 por el equipo del Catalina Sky Survey desde el Catalina Sky Survey, Arizona, Estados Unidos.

## Designación y nombre
Designado provisionalmente como 2006 UT288.

## Características orbitales
2006 UT288 está situado a una distancia media del Sol de 2,608 ua, pudiendo alejarse hasta 3,336 ua y acercarse hasta 1,881 ua. Su excentricidad es 0,278 y la inclinación orbital 13,08 grados. Emplea 1539,16 días en completar una órbita alrededor del Sol.

## Características físicas
La magnitud absoluta de 2006 UT288 es 16,4. Tiene 1,551 km de diámetro y su albedo se estima en 0,267.